# Maja Heller Schucan

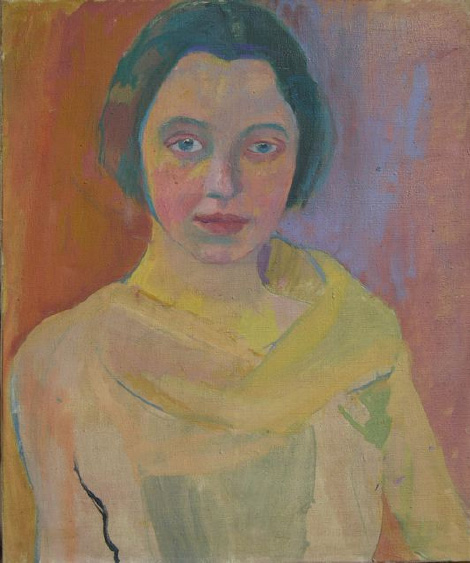
Ilse Heller-Lazard: Porträt Maja Klauser, 1933

Maja Elisabeth Heller Schucan (Ehename in der ersten Ehe: Maja Elisabeth Heller-Klauser; * 22. März 1912 in Herisau; † 4. Januar 2000 in Eglisau) war eine Schweizer Bildhauerin, Zeichnerin und Autorin der Zwischen- und Nachkriegszeit.

## Leben
Maja Klauser war eine Nichte des Malers Hans Brühlmann und Schwester des Fotografen Hans Peter Klauser. Sie erhielt ihre Ausbildung in Zürich bei Hans Gisler und Alphonse Magg, ab 1933 in Paris mit Zeichnen bei Ossip Lubitch und an der Académie Colarossi. Auf Rat des Kunsthändlers Kaganowitsch nahm sie Modellierunterricht bei Ernst Heller, den sie Ende 1934 heiratete. In ihrer ersten Ehe trug sie den Namen Maja Heller-Klauser. Aus der Ehe ging der Sohn Matthias Heller (* 1938) hervor, der später ein eigenes Architekturbüro in Zürich führte und mehrere Schriften veröffentlichte, u. a. 2003 eine Gedenkschrift über seine Mutter.
Zu ihrem Freundeskreis zählten der Künstler Walter Sautter, die Bildhauerin Cornelia Forster und die Bildhauer Cesare Ferronato und Silvio Mattioli. 1938 erfolgte ihr Umzug ins eigene Atelierhaus in Eglisau. Sie publizierte 1942 ein Märchenbuch. Maja Heller-Klauser arbeitete als Porträtistin, Kleinplastikerin, Keramikerin und Zeichnerin, aber auch unterstützend mit ihrem ersten Mann, welcher 1972 verstarb. Sie organisierte 1974 seine Gedenkausstellung und veröffentlichte dazu eine Biografie mit Werkkatalog. 1983 ging sie mit dem promovierten Chemiker Hans L. Schucan ihre zweite Ehe ein und führte fortan den Namen Maja Heller Schucan. Sein Tod 1985 wurde durch sie in einem weiteren grossen Arbeitsschub verarbeitet.
Das Frühwerk aus Paris umfasst neben spielerischen Kleinterrakotten die Hauptwerke Mädchen am Abgrund, Gips, 1933, W.K. P3 und Kniende, emporblickend, Gips 1934, W.K. P24. Ihre Bedeutungsschwere heben sie von Ernst Hellers Werken ab. 1940–1960 schuf sie vor allem Auftragswerke wie Kleinskulpturen, Porträtzeichnungen und -büsten, ab 1960 glasierte Keramiken. Nach ca. 1970 erzeugte sie vermehrt grössere Arbeiten. Ihre Experimente mit neuen Techniken wie Arbeiten mit Wachs, Gips und farbigen Erden drücken den Willen aus, sich zur Steigerung der Expressivität von der Naturstudie zu befreien. Nach einem Arbeitsunfall entstand eine Reihe abstrakter Collagen. Mehrere Werke zum Thema Ikarus als Collagen oder Plastiken bilden ihre Antwort zum Verlust ihres zweiten Ehemanns. Ihre Haltung als Künstlerin und Mensch ist exemplarisch in der Kleinplastik Wasser für alle, Bronze, 1991, W.K. P130 spürbar, die sie dem UNICEF zur Verfügung stellte.

## Werke

### Werke im öffentliche Raum (Auswahl)
- Bülach:
  - Gewerbehaus, Menschen zwischen Rädern. Relief in glasiertem Steinzeug, 1972, W.K. P72, abgebrochen 2010.
  - Haus zum Pelikan, Pelikan auf Säule. Bronze, 1987, W.K. P113.

- Eglisau:
  - Gemeindehaus, Reliefs im Treppenhaus: Stimmbürger, Brautpaar, Weinlese. Terrakotta, 1957, in Kooperation mit Ernst H.
  - Am Graben: Zwei Tauben. Bronze, 1988, W.K. P119
  - Altersheim: Mädchen im Kreis. Bronze, 1973, W.K. P76.

- Zürich
  - Schweiz. Pflegerinnenschule: Verkündigung. Terrakotta-Relief, 1937, W.K. P35

### Weitere Werke (Auswahl)
- Kniende, emporblickend. Gips, H. 89 cm, Paris 1934. Werkkatalog P24.
- Inge (2. Fassung). Bronze, H. 85 cm, Paris 1934 / Eglisau ca. 1980. Werkkatalog P 9.
- Ballerina. Bronze, H. 38 cm. Eglisau 1975 / 76. Werkkatalog P82.
- Mädchen im Kreis. Bronze, ∅ 80 cm. Eglisau 1978. Werkkatalog P7.
- Pelikan, mittlere Grösse. Bronze, H. 23,5 cm. Eglisau 1985. Werkkatalog P111.
- Duo. Collage 46,5 × 25 cm, Eglisau 1987. Werkkatalog C9.
- Wasser für alle. Bronze, H 13,5 cm, Eglisau 1991. Werkkatalog P130.

### Bücher (Auswahl)
- Maya Heller-Klauser: Zwölf Märchen. Erzählt und bebildert, Benzinger & Co., 1942
- Maja Heller: Ernst Heller 1894–1972 Leben und Werk. Eglisau 1974. (Anlässlich der Gedenkausstellung ebd.)
- Maja Heller-Klauser: Zöttelibei, Künstlerbuch, nummerierte Auflage von 100 Stück, Kinderbuch mit Zeichnungen. Hrsg. von der Erbengemeinschaft Maja Schucan-Heller, Mai 2001